# Большое Виттолово
Большо́е Ви́ттолово (фин. Suuri-Viittala) — упразднённая деревня на территории Виллозского сельского поселения Ломоносовского района Ленинградской области.

## История
Обозначена как деревня Wittala на карте топографа Бергенгейма, составленной по шведским архивам от 1676 года.
В XVIII веке, после строительства императорской резиденции в Царском Селе, деревня Виттолово прославилась своими родниками, которые питали Большой пруд Екатерининского дворца.
В честь деревни Виттолово был назван идущий от родников Виттоловский канал (1749 год) и Виттоловский пруд.
На «Топографической карте окрестностей Санкт-Петербурга» Ф. Ф. Шуберта 1831 года упомянуты: деревня Большое Виттолово из 50 дворов, Малое Виттолово из 22 и Виттолово или Латула из 1 двора.

БОЛЬШОЕ ВИТТОЛОВО — деревня принадлежит ведомству Красносельской удельной конторы, число жителей по ревизии: 129 м. п., 154 ж. п. (1838 год)

В пояснительном тексте к этнографической карте Санкт-Петербургской губернии П. И. Кёппена 1849 года она записана как деревня Suuri Wittala (Большое Виттолово) и указано количество её жителей на 1848 год: савакотов — 132 м. п. и 152 ж. п.; эвремейсов — 73 м. п. и 93 ж. п.; всего 450 человек.

ВИТТОЛОВО БОЛЬШОЕ — деревня Красносельского удельного имения по почтовому тракту, число дворов — 49, число душ — 139 м. п. (1856 год)

БОЛЬШОЕ ВИТТОЛОВО — деревня удельная при пруде и колодце, число дворов — 49, число жителей: 154 м. п., 110 ж. п. (1862 год)

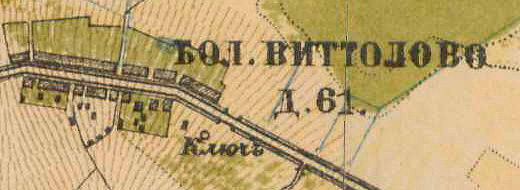
План деревни Большое Виттолово 1885 год.

В 1885 году деревня насчитывала 61 двор.
В конце XIX — начале XX века деревня административно относилась к Дудергофской волости 3-го стана Царскосельского уезда Санкт-Петербургской губернии. По приходским данным население деревни было исключительно финским.
К 1913 году количество дворов увеличилось до 84.
С 1917 по 1923 год деревня входила в состав Виттоловского сельсовета Дудергофской волости Детскосельского уезда.
С 1923 года в составе Красносельской волости Троцкого уезда.
Согласно данным переписи населения СССР 1926 года в деревне Виттолово-Большое проживали 385 человек, все финны-ингерманландцы; В деревне Виттолово-Малое — 142 человека, все, кроме одного русского, финны-ингерманландцы.
С 1927 года в составе Детскосельского района.
С 1930 года в составе Ленинградского Пригородного района.
С 1931 года в составе Талликовского сельсовета.
С 1936 года в составе Слуцкого района.

План деревень Большое и Малое Виттолово. 1939 год

С 1939 года в составе Первомайского сельсовета Красносельского района. Согласно топографической карте РККА 1939 года к северу от деревни Большое Виттолово находилась силосная башня. Деревня Большое Виттолово насчитывала 76 дворов, Малое Виттолово — 19 дворов. 
В 1940 году население деревни Большое Виттолово составляло 539 человек.
С 1 августа 1941 года германская оккупация. Во время войны деревни Большое и Малое Виттолово были захвачены немецкими войсками и превращены в укрепрайон.
В ходе наступления Красной Армии 16 января 1944 года они были освобождены взводом лейтенанта Голикова.
После войны деревни не восстанавливались, сняты с учёта 1 января 1945 года.

## География
В современных ориентирах деревня находилась к северу от деревни Малое Карлино, к западу от Киевского шоссе, между Красносельским и Волхонским шоссе.